# Vasca navale

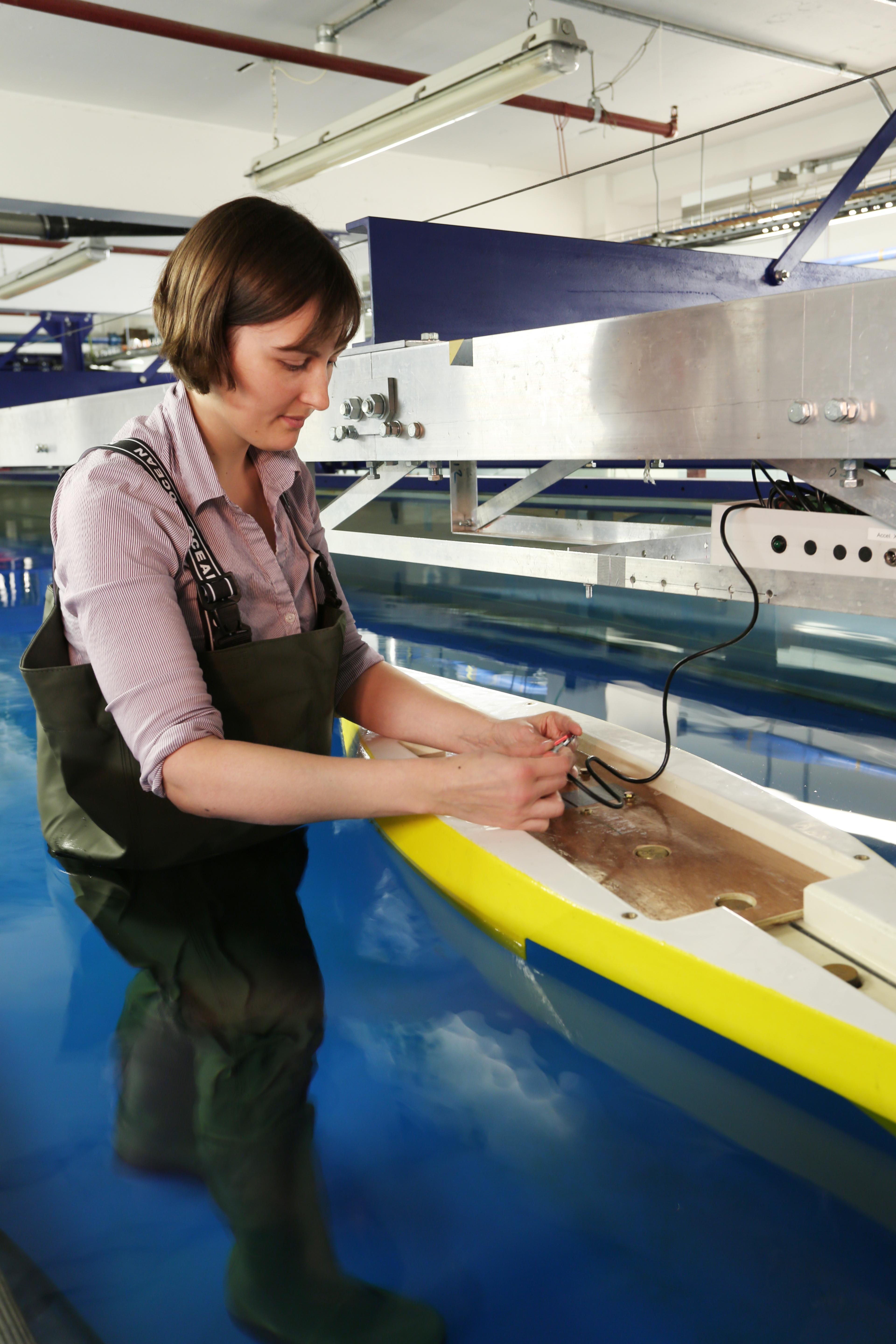
Lavorazione su un modello in scala ridotta di scafo per esperimenti in vasca navale

In ingegneria navale la vasca navale è un bacino d'acqua artificiale rettilineo che consente di effettuare prove idrodinamiche sperimentali su modelli navali. Si tratta dello strumento più utilizzato nell'ambito dell'architettura navale.
Sebbene con il passare degli anni le tecniche di simulazione numerica CFD diventino sempre più affidabili, la vasca navale costituisce, a tutt'oggi, il più affidabile strumento per la previsione del comportamento in mare di carene, eliche navali e appendici. Gli esperimenti più comunemente svolti in vasca navale riguardano:
- l'esperienza di rimorchio della carena nuda (senza elica, né appendici), necessaria a determinare alcune delle grandezze più importanti per la previsione del comportamento della nave, tra cui la resistenza al moto;
- l'esperienza di elica isolata, necessaria a caratterizzare il funzionamento dell'elica indipendentemente da quello della carena;
- l'esperienza di autopropulsione;

Quando l'impianto dispone di un generatore di onde artificiali, è possibile studiare anche il comportamento della nave in mare mosso.

## Storia
Le prime prove comparative su modelli di navi risalgono a Leonardo da Vinci.
In tempi più recenti, studi su modelli in un bacino rudimentale furono effettuati dall'architetto inglese F. H. Chapman per conto dei reali di Svezia. Da tali prove Chapman non riuscì però a trovare una teoria che consentisse di risalire al valore di resistenza al moto della nave al vero. Per vedere nascere tale teoria bisognerà aspettare il 1874 quando William Froude mise a punto la legge della similitudine, una pietra miliare per l'ingegneria navale. Froude chiese e ottenne dall'Ammiragliato Britannico la costruzione di una vasca navale a Torquay. La vasca di Torquay fu il primo bacino con modelli di carene trainati in moto rettilineo uniforme da un carro dinamometrico. Dopo il Regno Unito, si dotarono di una vasca navale i Paesi Bassi nel 1873 e la Scozia nel 1884. Nel 1886 l'impianto di Torquay fu smantellato per essere sostituito dalla vasca navale di Haslar.
Nel 1889, per volere del Ministro della Marina Benedetto Brin, fu costruita la prima vasca navale in Italia a La Spezia.
Con il passare degli anni il numero di vasche navali è aumentato notevolmente in tutto il mondo. Per rendere confrontabili tra loro i risultati degli esperimenti condotti dai diversi impianti si rese necessaria la creazione di un organismo internazionale che riunisse tutte le più importanti istituzioni operanti nel settore dell'architettura navale e che regolamentasse gli standard per le procedure di trasferimento al vero dei dati raccolti in vasca. Nacque così la International Conference of Tank Superintendents, rinominata nel 1954 International Towing Tank Conference (ITTC).

## Descrizione

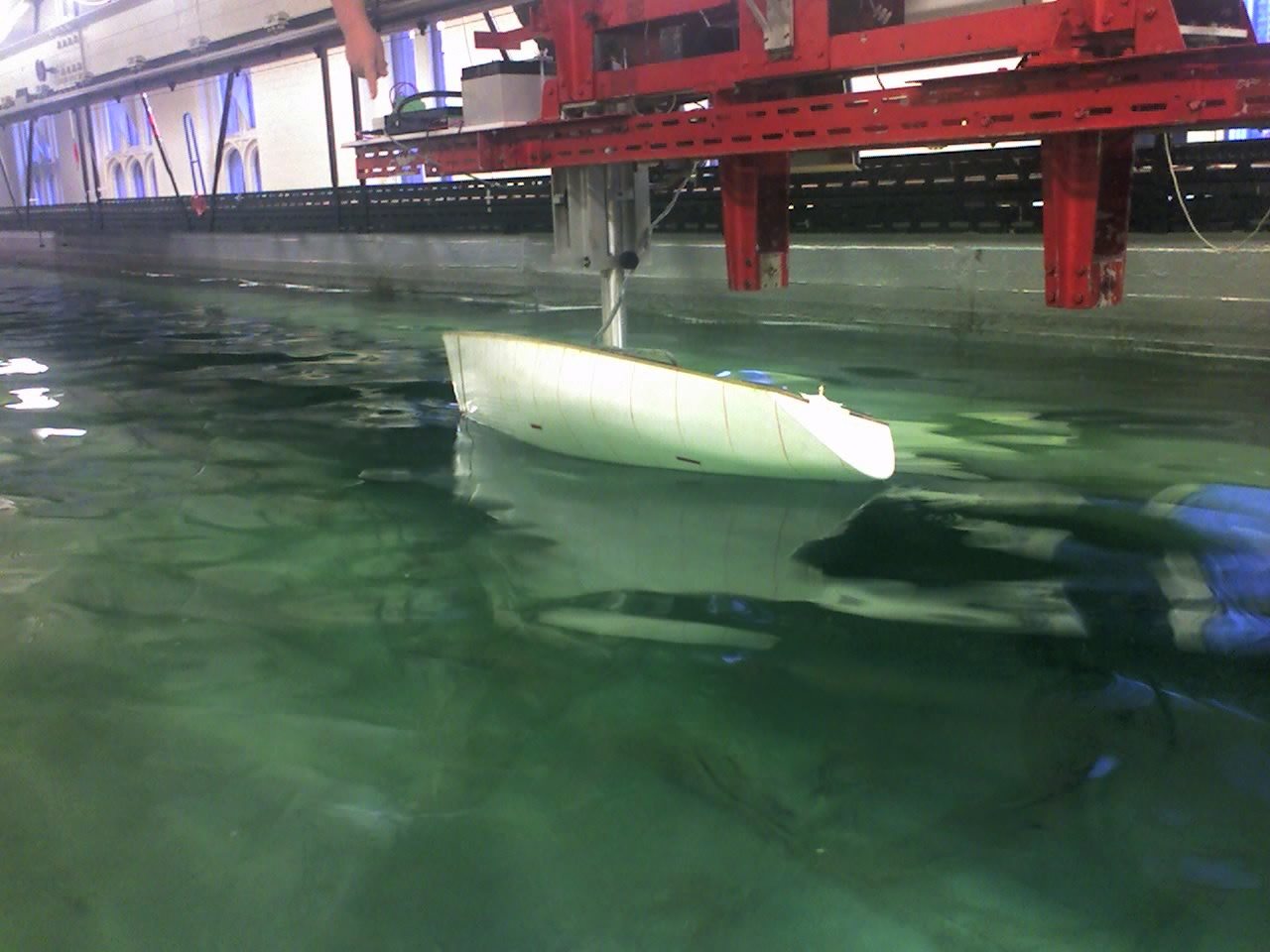
Un modello in prova presso la vasca navale di Newcastle. Si noti la presenza in alto a destra del carro dinamometrico.

Una tipica vasca navale è costituita da un lungo bacino in calcestruzzo ai cui lati lunghi sono presenti due binari del tutto simili a delle rotaie ferroviarie. Su di esse si sposta una struttura di grandi dimensioni, detta carro dinamometrico. Durante una tipica prova di rimorchio, il carro dinamometrico trascina in moto rettilineo uniforme il modello di carena, cui è collegato mediante particolari giunti meccanici. È proprio grazie a tali giunti che è possibile effettuare le misurazioni delle grandezze fisiche di interesse. Tali grandezze vengono registrate durante tutta la prova e sono poi rielaborate al calcolatore mediante opportuni software.
Il carro dinamometrico può avere una conformazione tale da poter ospitare, durante le prove, oltre a tutta la strumentazione di misurazione, anche i tecnici che lo controllano.
Quanto più la vasca navale è grande, tanto migliore sarà la qualità dei dati sperimentali ottenuti. Infatti il tratto iniziale e quello finale del bacino sono necessari alla accelerazione e alla decelerazione del carro dinamometrico e quindi una vasca più lunga dà la possibilità di provare un modello a velocità uniforme per un tempo più lungo. La larghezza e la profondità del bacino sono invece importanti al fine di ridurre possibili fenomeni di interazione e interferenza tra il modello e le pareti della vasca. Le vasche navali possono raggiungere dimensioni notevoli, con lunghezze superiori al chilometro.
Un generatore di onde per la simulazione in mare mosso talvolta completa l'impianto.
Per la costruzione dei modelli, presso le vasche navali sono di solito presenti laboratori di supporto come una falegnameria e un'officina meccanica.

### Vasche navali in Italia
In Italia i principali istituti che dispongono di una vasca navale sono:
- Istituto di ingegneria del mare (INM) di Roma, che dispone di due bacini le cui misure (lunghezza × larghezza × profondità) sono 470 × 13 × 6,5 metri e 220 × 9 × 3,5 metri rispettivamente; le velocità massime di prova sono di 15 m/s per la prima e 10 m/s per la seconda; la vasca più piccola è dotata di un generatore di onde[1];
- Università degli Studi di Napoli Federico II, che dispone di un bacino di 147,5 × 9 × 4,2 metri[2] (velocità massima di prova 10 m/s); tale vasca è dotata di un generatore di onde; essa risulta essere inoltre la più grande d'Europa in dotazione ad una Università[3];
- Università degli Studi di Genova, che dispone di un impianto di 60 × 2,5 × 3 metri (velocità massima di prova 3 m/s)[4].

Tutti questi istituti sono membri della International Towing Tank Conference.
L'Università degli Studi di Trieste ha avuto in passato un piccolo impianto, che risulta ormai in disuso.

## Curiosità
Data la notevole estensione lineare che le vasche più grandi possono raggiungere, queste seguono nella loro forma la curvatura terrestre.
La vasca navale del Krylov State Research Centre di San Pietroburgo, tra le più grandi al mondo, è lunga ben 1324 metri (suddivisa in due vasche di 600 e 670 metri) larga 15 e profonda 7 metri, per una velocità massima di prova di 20 m/s.